# Józef Sadurski
Józef Sadurski (ur. 19 marca 1930, zm. 25 lutego 2010) – polski strzelec, wielokrotny medalista mistrzostw Europy. Brat Ryszarda, również strzelca.
Strzelectwo zaczął uprawiać w 1949 roku w Poznaniu. Był zawodnikiem takich klubów jak LPŻ Zielona Góra, Czarni Żagań, Gwardia Zielona Góra czy Zawisza Bydgoszcz. W ich barwach zdobywał wiele medali mistrzostw kraju. Sadurski był też cenionym w środowisku strzeleckim rusznikarzem. 
Sadurski jest pięciokrotnym medalistą mistrzostw Europy. Trzy medale wywalczył na zawodach w Kairze w 1965 roku. Indywidualnie zdobył dwa brązowe krążki: w karabinie dowolnym klęcząc z 300 metrów, oraz w karabinie standardowym z 300 metrów. W tym ostatnim stanął także na drugim stopniu podium w zawodach drużynowych (jego partnerami byli: Stefan Masztak, Tadeusz Skrzep i Tadeusz Pawlata). Cztery lata później w Pilznie osiągnął dwukrotnie podium: indywidualnie był trzeci w karabinie dowolnym leżąc z 50 metrów, a w drużynie zajął to samo miejsce w tej samej konkurencji (wraz z Januszem Kalmusem, Andrzejem Trajdą i Ryszardem Barnabą Fandierem). 